# 1964 في فنزويلا
فيما يلي قوائم الأحداث التي وقعت خلال عام 1964 في فنزويلا.

## سياسة

### تعيين في المنصب
- 5 يناير – كارلوس أندريس بيريز عضو مجلس نواب فنزويلا ‏.

## رياضة
- 1 يناير – الدوري الفنزويلي الممتاز 1964 الفائز ديبورتيفو غاليسيا.

## مواليد

### يناير
- 1 يناير – ماجدالينا فرنانديز
- 6 يناير – رافاييل فيدال
- 21 يناير – ميغيل رودريغيز توريس سياسي فنزويلي.
- 31 يناير – خيسوس روجاس ملاكم فنزويلي.

### مارس
- 14 يوليو – مارسيلينو بوليفار ملاكم فنزويلي.

### أبريل
- 25 أبريل – عمر كاتاري ملاكم فنزويلي.

### مايو
- 30 مايو – فاني باريوس

### يونيو
- 6 يونيو – إدغار كاسيريس لاعب كرة قاعدة فنزويلي.

### يوليو
- 14 يوليو – بابلو باريوس فارس فنزويلي.
- 14 يوليو – مارسيلينو بوليفار ملاكم فنزويلي.

### سبتمبر
- 6 سبتمبر – ديفيد دياز لاعب كرة سلة فنزويلي.
- 14 سبتمبر – مارتين هان

### نوفمبر
- 9 نوفمبر – جيسي شاكون سياسي فنزويلي.

### ديسمبر
- 21 ديسمبر – نويل سانفيسينتي بيتيلمي لاعب كرة قدم فنزويلي.

## وفيات

### فبراير
- 27 فبراير – كارلوس براندت (مواليد 1875) فيلسوف فنزويلي.